# Masegosa (kommunhuvudort)
Masegosa är en kommunhuvudort i Spanien.   Den ligger i provinsen Provincia de Cuenca och regionen Kastilien-La Mancha, i den centrala delen av landet, 140 km öster om huvudstaden Madrid. Masegosa ligger 1 375 meter över havet och antalet invånare är 116.
Terrängen runt Masegosa är lite kuperad, och sluttar västerut. Runt Masegosa är det mycket glesbefolkat, med 7 invånare per kvadratkilometer. Närmaste större samhälle är Beteta, 5,0 km nordväst om Masegosa. 